# 3933 Portugal
3933 Portugal este un asteroid din centura principală, descoperit pe 12 martie 1986 de Richard West.